# Nová Bystrica
Nová Bystrica je naseljeno mjesto u okrugu Čadca u Žilinskom kraju u Slovačkoj.

## Stanovništvo
| Godina:     | 1993. | 2003.   | 2013.   | 2023.   |
| ----------- | ----- | ------- | ------- | ------- |
| Broj ljudi: | 2927  | 2858    | 2808    | 2563    |
| Razlika:    |       | -2,35 % | -1,74 % | -8,72 % |

| Godina:     | 2022. | 2023.   |
| ----------- | ----- | ------- |
| Broj ljudi: | 2597  | 2563    |
| Razlika:    |       | -1,30 % |

Prema podatcima o broju stanovnika iz 2023. godine naselje je imalo 2563 stanovnika.

## Vanjske poveznice
|  | Zajednički poslužitelj ima još gradiva o temi Nová Bystrica |

- Službena stranica naselja (sl.)